# 住吉廣行
住吉 廣行（すみよし ひろゆき、1948年?/1949年? - ）は、日本の物理学者・教育者。理学博士（九州大学・1980年）。松商学園短期大学（松本大学の前身）教授を経て、第3代松本大学学長を務めた。松本大学名誉教授、名誉学長。

## 経歴
大阪府豊中市生まれ。豊中市立熊野田小学校、豊中市立第三中学校、大阪府立豊中高等学校を経て、茨城大学理学部物理学科卒業。
九州大学大学院理学研究科に進み、1980年、「Analysis of high energy hadron-nucleus interaction by multi-chain model（多重鎖模型による高エネルギーハドロン-原子核相互作用の解析）」で九州大学から理学博士の学位を取得。東京大学原子核研究所及び宇宙線研究所研究員、カリフォルニア大学バークレー校客員研究員などを経て、1986年に松商学園短期大学専任講師となり、のち助教授、教授。
研究者としては素粒子物理学、高エネルギー物理学が専門であったが、松本への赴任後は研究の方向を変え、オペレーションズ・リサーチの手法を応用した地域の交通問題や、観光産業への提言などを行なうようになった。
2002年に松商学園短期大学は松本大学へと改組され、住吉は2004年に松本大学副学長となった。2008年、初代学長中野和朗の退任を受けて次期松本大学学長に内定していた水城武彦が3月に死去したため就任できなくなり、住吉は4月から学長代行となった。2009年に学長として菴谷利夫が着任したが、2011年2月に菴谷が急死し、住吉は2度目の学長代行を務めた。
2012年、松本大学第3代学長。2020年9月に学長を退任した。

## 著書
- 健康な地域づくりを目指して、松本大学出版会、2008年、ISBN 978-4902915112